# Phyllomorpha laciniata
Phyllomorpha laciniata es una especie de insecto heteróptero de la familia Coreidae, una de las dos especies del género Phyllomorpha. De unos 10 mm de longitud, viven en ambientes pedregosos asociadas a la planta hospedadora Paronychia argentea, también podrían aparecer sobre las similares Paronychia capitata o Paronychia kapela. Es una chinche de colores pálidos y pardos y, como su nombre indica, la forma de su cuerpo es irregular, con diferentes salientes en los laterales de tórax y abdomen y provistos de púas. Destaca su costumbre de depositar sus huevos sobre otros ejemplares de su especie, tanto machos como hembras, que actúan como nidos móviles. Esta estrategia proporciona una mayor protección a los huevos que si estos se encontraran en un lugar fijo, como hojas y tallos de plantas. Las hembras de Phyllomorpha laciniata pueden depositar y de hecho depositan sus huevos sobre su planta hospedadora, pero la disponibilidad de portadores para sus huevos parece estimular la puesta de huevos maduros. Las hembras no pueden cargar sus propios huevos, así que tienen que buscar a otro ejemplar, que con mayor frecuencia es un macho, en lo que podría ser tanto cuidado parental como parasitismo intraespecífico.